# Duisburger Vertrag
Duisburger Vertrag wird die Einigung aus dem Jahre 1966 zwischen der Bundesrepublik Deutschland und dem Freistaat Bayern genannt, wonach die Finanzierung und Ausführung der Ausbaumaßnahmen des Rhein-Main-Donau-Kanals geregelt werden. Der Vertrag wurde am 16. September des Jahres von Bundesverkehrsminister Hans-Christoph Seebohm, Bundesfinanzminister Rolf Dahlgrün, Ministerpräsident Alfons Goppel und dem Bayerischen Finanzminister Konrad Pöhner in Duisburg unterzeichnet.
Der Vertrag behandelt unter anderem den Ausbau der größten Behinderung der schiffbaren Donaustrecke zwischen Kelheim und dem Schwarzen Meer, die auf einer Länge von 69 km Länge ein Flaschenhals auf der noch nicht ausgebauten Strecke zwischen Straubing und Vilshofen darstellte. Die jahrzehntelange Regulierung des Niedrigwassers hatte keinen Erfolg, weshalb der Vertrag 1966 geschlossen wurde.
Im Zusammenhang mit dem Donau-Kanalisierungsvertrag von 1976 sollte auch die Donaustrecke von Regensburg bis zum Staubereich Kachlet staugestützt ausgebaut werden, so dass die komplette Wasserstraße vollständig gleichwertig ausgebaut ist.
Bis zur Eröffnung des Main-Donau-Kanals im Jahre 1992 war beabsichtigt, auch die Arbeiten an der deutschen Donau abzuschließen. Dies gelang bislang nicht, da Verbände zeigen konnten, dass Belange des Naturschutzes einem derartigen Bauvorhaben entgegenstehen.